# Ибрагим Кули Кутб-шах Вали
Ибрагим Кутб-шах Вали (1518 — 5 июня 1580), также был известен как Малки Бхарама (на языке телугу) — четвёртый султан Голконды из династии Кутб-шахов (1550—1580). Он был первым из династии Кутб-шахов, который стал использовать титул «султана». Он прожил семь лет в изгнании при дворе правителя Виджаянагарской империи в качестве почётного гостя, но через пятнадцать лет после возвращения в Голконду он предал своих бывших хозяев и друзей, объединился с некоторыми другими мусульманскими правителями и разрушил Виджаянагарскую империю.

## Биография

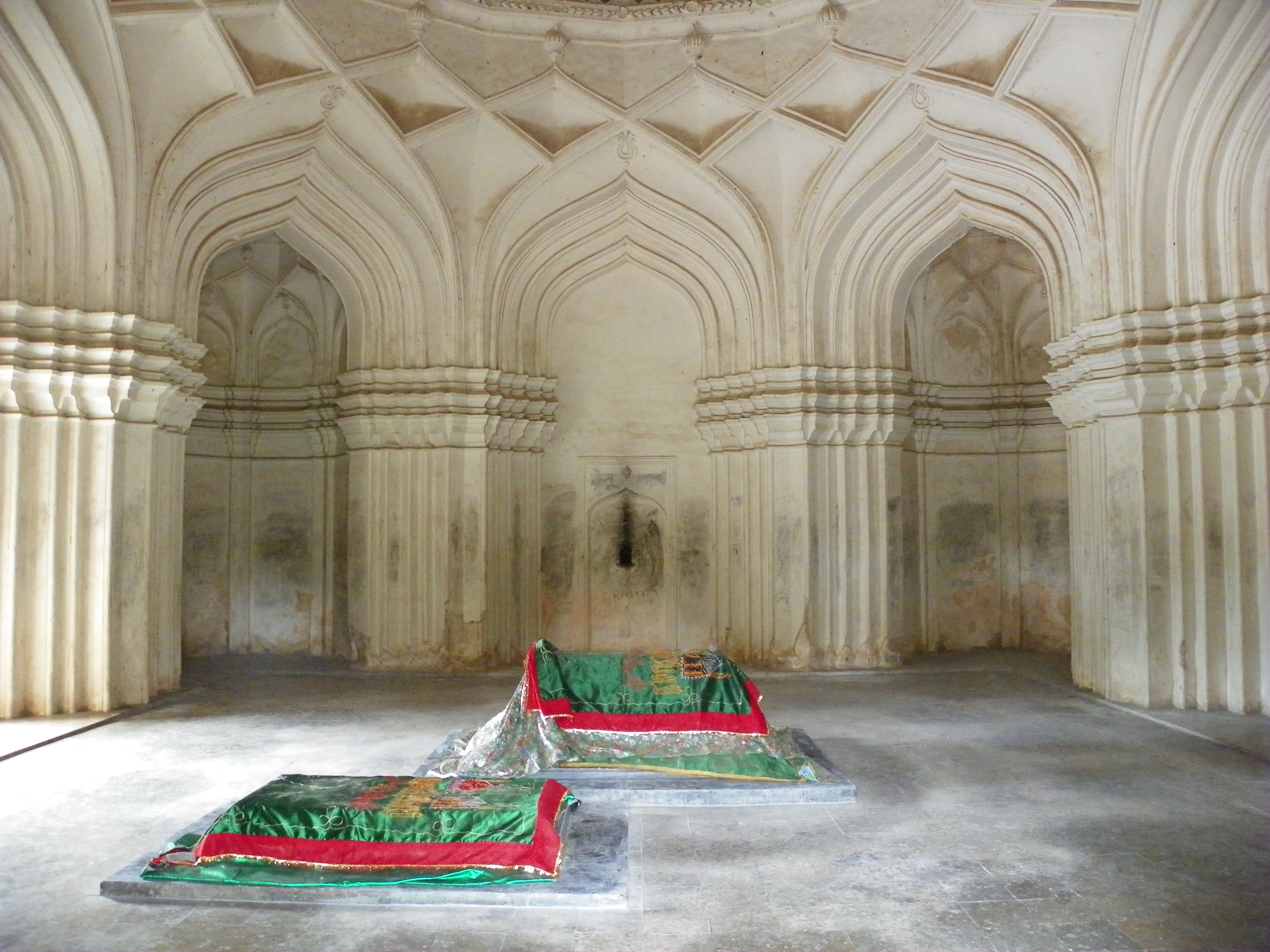
Гробница султана Ибрагима Кули Кутб-шаха

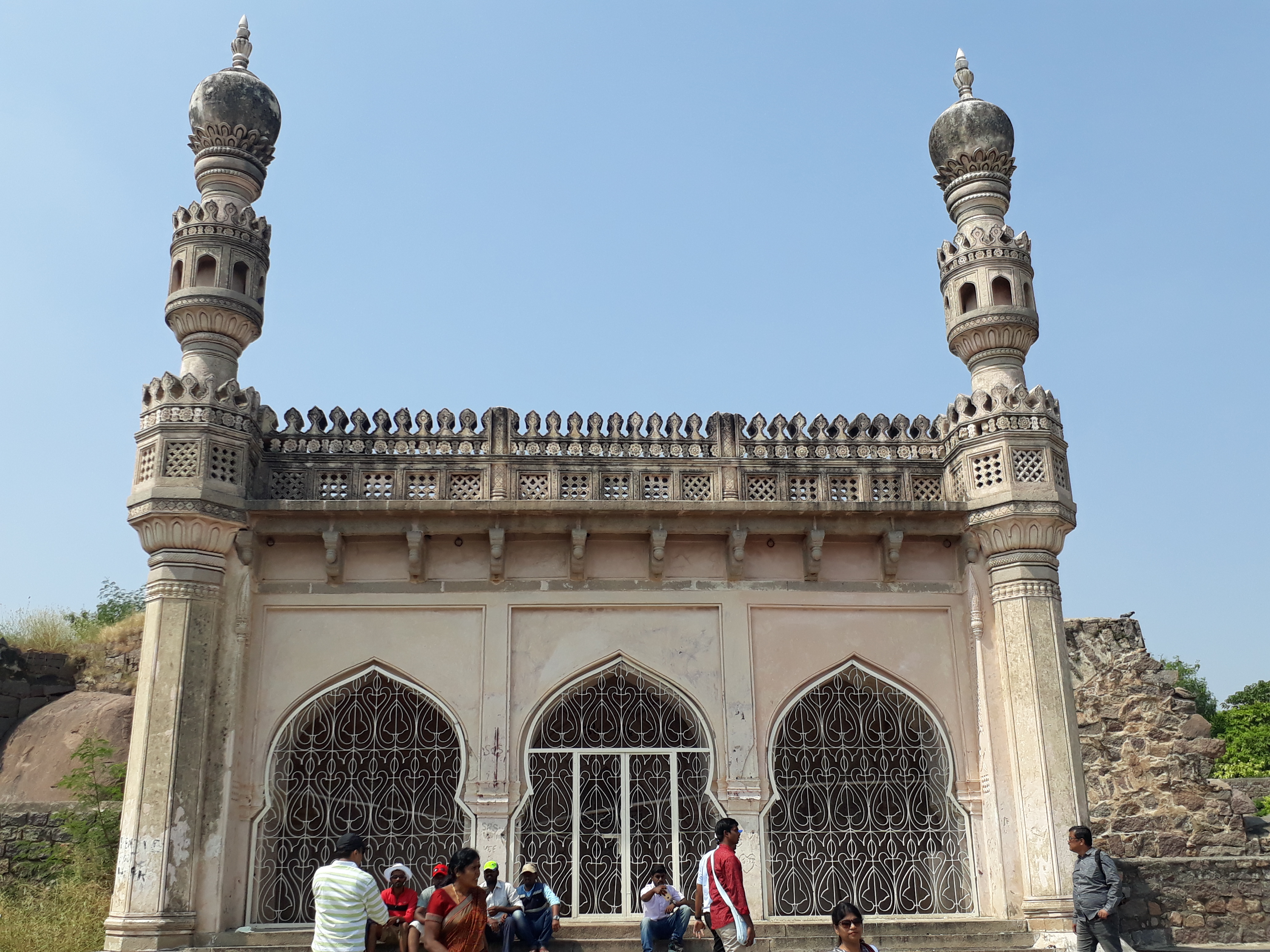
Мечеть в крепости Голконда, приписываемая Ибрагиму Кули Кутб-шаху

Происходил из династии Кутб-шахов. Младший сын Кули Кутб-шаха (1470—1543), первого султана Голконды и основателя династии Кутб-шахов (1512—1543). Его отец, Кули Кутб-шах, этнический туркмен, эмигрировал из Персии в Индию вместе со своей семьей еще в молодости и поступил на службу к бахманийскому султану в Декане. Воспользовавшись распадом Бахманийского султаната, Кули Кутб-шах создал для себя значительное княжество с центром в Голконде.
В сентябре 1543 года во время молитвы Кули Кутб-шах был убит своим собственным младшим сыном Джамшидом. Убийца, который был братом Ибрагима, сделал всё возможное, чтобы схватить, убить или искалечить всех своих братьев. Ему удалось пленить и ослепить своего старшего брата, наследного принца Кутбуддина. Ибрагим Кубт-шах смог спастись, он бежал из Голконды и нашел убежище при дворе могущественного индуистского правителя Виджаянагарской империи. Здесь принц жил в изгнании в качестве почётного гостя фактического правителя Виджаянагарской империи Рамарайя Аравиду. При дворе Виджаянагара Ибрагим Кутб-шах провел семь лет (1543—1550).
Во время своего пребывания в Виджаянагаре Ибрагим Кутб-шах завел тесные связи с императорской семьей и знатью, а также попал под глубокое влияние индуистской культуры (телугу). Он перенял у индусов-телугу манеру одеваться, есть, соблюдать этикет, прежде всего, речь. Он развил сильную любовь к языку телугу, которому он покровительствовал и поощрял на протяжении всего своего правления. Ибрагим пошел еще дальше и принял себе новое имя, «Малки Бхарама». Он использовал это имя для себя в различных официальных письмах и документах, и поэтому оно получило официальное признание.
В Виджаянагаре Ибрагим Кутб-шах женился на индуистской женщине Багирадхи (Бхагиратхи), согласно индуистским обрядам и обычаям. Сын, рожденный Ибрагимом и Бхагиратхи, а именно Мухаммад Кули Кутб-шах, унаследует отцовский престол и станет пятым султаном Голконды.
В январе 1550 года скончался Джамшид Кули Кутб-шах, второй султан Голконды (1543—1550). На вакантный султанский престол вступил его семилетний сын Субхан Кули Кутб-шах. В том же 1550 году из Виджаянагара в Голконду вернулся Ибрагим Кутб-шах и занял султанский престол. Его племянник Субхан Кули Кутб-шах был свергнут и скончался или был убит в том же году. Ибрагим стал назначать индусов на административные, дипломатические и военные должности в Голкондском султанате. Будучи покровителем искусств и литературы телугу, Ибрагим спонсировал многих придворных поэтов, таких как Синганачарьюду, Адданки Гангадаруду и Кандукуру Рудракави. Он также покровительствовал арабским и персидским поэтам при своём дворе. Он также известен в литературе телугу как Малки Бхарама (его принятое индуистское имя). Ибрагим очень заботился о благополучии своего народа. Он отремонтировал и укрепил крепость Голконда.
Вел борьбу с Биджапурским и Бидарским султанатами, а также с Виджаянагарской империей. В 1564 году в союзе с ахмаднагарским султаном Хуссейном Низам-шахом I атаковал владения Виджаянагарской империи, но потерпел поражение
В 1565 году Ибрагим Кутб-шах воспользовался внутренними конфликтами в Виджаянагарской империи, правитель которой предоставил ему убежище в изгнании в течение 1543—1550 годов. Он заключил союз с другими деканскими султанами, которые объединились, чтобы уничтожить мощное индуистское царство Виджаянагара. Таким образом, он лично предал Рамарайя Аравиду, который дал ему убежище во время его семилетней ссылки. В битве при Таликоте в 1565 году армия Рамарайи Аравиду была разгромлена объединенными силами Ахмаднагарского, Биджапурского, Голкондского, Берарского и Бидарского султанатов. А Виджаянагар, столица империи, в котором Ибрагим провел семь лет, был разрушен до основания. После битвы при Таликоте в 1565 году Ибрагим Кутб-шах смог расширить свой собственный султанат. захватив важные горные крепости Адони и Удаягири, которые контролировали обширную территорию.
После непродолжительной болезни Ибрагим Кули Кутб-шах скончался 5 июня 1580 года. Ему наследовал его сын Мухаммад Кули Кутб-шах (1565—1612), который родился от его индуистской жены Бхагиратхи.